# Parafia św. Michała Archanioła w Russocicach
Parafia św. Michała Archanioła w Russocicach – rzymskokatolicka parafia położona w północnej części powiatu tureckiego, swoim zasięgiem prawie w całości pokrywa się z terenem gminy Władysławów. Administracyjnie należy do diecezji włocławskiej (dekanat turecki).
Parafia liczy około 5200 parafian. Obejmuje swoim obszarem miejscowości: Bolesławów, Chylin, Emerytka, Felicjanów, Głogowa, Ignacew, Kamionka, Leonia, Małoszyna, Mariantów, Międzylesie, Mikołajew, Milinów, Natalia, Polichno, Przemysławów, Russocice, Skarbki, Stefania, Władysławów, Tarnowski Młyn, Wandów, Żdżarki.

## Grupy parafialne
Odnowa w Duchu Świętym,
Zespół Charytatywno-Liturgiczny,
ministranci,
schola,
zespół młodzieżowy,
Koła Żywego Różańca,
Wspólnota Integracyjna Niepełnosprawnych